# Wojskowa Rada Ocalenia Narodowego

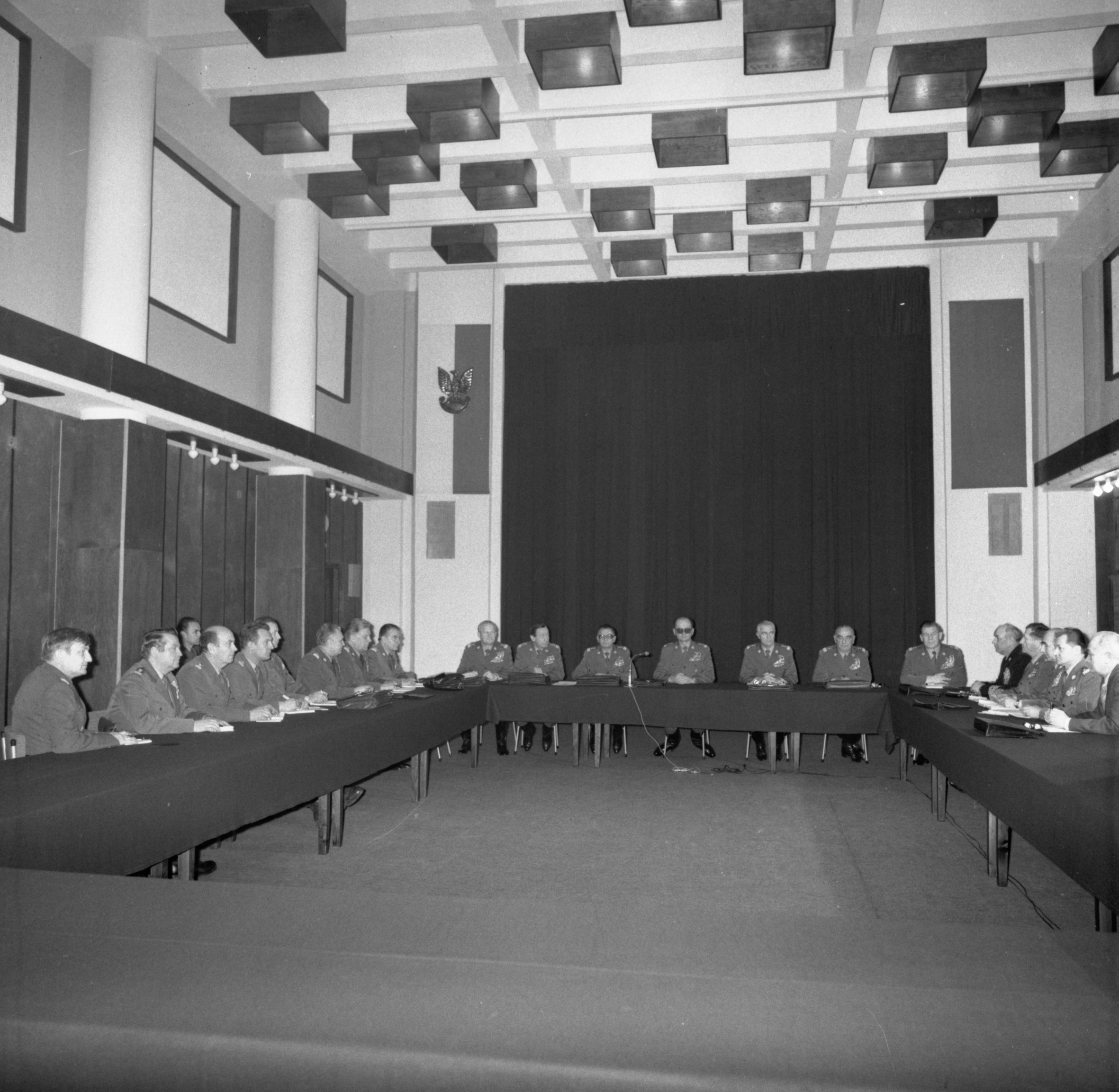
Posiedzenie Wojskowej Rady Ocalenia Narodowego 14 grudnia 1981 roku

Wojskowa Rada Ocalenia Narodowego (WRON) – nielegalny, pozakonstytucyjny, posiadający cechy junty wojskowej organ administrujący Polską w czasie stanu wojennego. Kierowana przez gen. Wojciecha Jaruzelskiego. 
Powstała w nocy 12/13 grudnia 1981, a rozwiązała się 21 lipca 1983.  Polacy obraźliwie określali ten organ WRON-ą. Niektórym kojarzyło się to z określeniem niemieckiego orła z okresu II wojny światowej, również nazywanego „wroną”. Powstały również pogardliwe piosenki o WRON, takie jak „Zielona WRONa” (od koloru mundurów wojskowych), „To nic, że kraczą WRONy”, napisanych przez członków NSZZ „Solidarność”.
W 2006 roku członkowie WRON zostali oskarżeni przez Główną Komisję Ścigania Zbrodni przeciwko Narodowi Polskiemu IPN o popełnienie zbrodni komunistycznej, polegającej na kierowaniu zorganizowanym związkiem przestępczym o charakterze zbrojnym. W dniu 12 stycznia 2012 roku warszawski Sąd Okręgowy zgodził się z aktem oskarżenia, że stan wojenny przygotowano i wprowadzono niezgodnie z ówczesną konstytucją, a dokonała tego „grupa przestępcza o charakterze zbrojnym”, złożona z ludzi na najwyższych stanowiskach. Według sądu związek ten tworzyli generałowie: Wojciech Jaruzelski, Czesław Kiszczak, Florian Siwicki oraz Tadeusz Tuczapski. Spośród wymienionych osób wyrok skazujący (4 lata pozbawienia wolności, obniżony o połowę na mocy amnestii, w zawieszeniu na 5 lat) usłyszał jedynie Czesław Kiszczak. Pozostałe postępowania zostały zawieszone (lub umorzone) ze względu na zły stan zdrowia lub śmierć oskarżonych.

## Skład WRON
- gen. armii Wojciech Jaruzelski (I sekretarz KC PZPR, premier rządu PRL, minister obrony narodowej)
- admirał Ludwik Janczyszyn – dowódca Marynarki Wojennej
- gen. broni Eugeniusz Molczyk – główny inspektor szkolenia, wiceminister obrony narodowej
- gen. broni Florian Siwicki – szef Sztabu Generalnego WP, wiceminister obrony narodowej
- gen. broni Tadeusz Tuczapski – główny inspektor obrony terytorialnej, wiceminister obrony narodowej
- gen. dyw. Józef Baryła – szef Głównego Zarządu Politycznego WP, wiceminister obrony narodowej
- gen. dyw. Tadeusz Hupałowski – minister administracji, gospodarki terenowej i ochrony środowiska
- gen. dyw. Czesław Kiszczak – minister spraw wewnętrznych
- gen. dyw. Tadeusz Krepski – dowódca Wojsk Lotniczych
- gen. dyw. Longin Łozowicki – dowódca Wojsk Obrony Powietrznej Kraju
- gen. dyw. Włodzimierz Oliwa – dowódca Warszawskiego Okręgu Wojskowego
- gen. dyw. Czesław Piotrowski – minister górnictwa i energetyki
- gen. dyw. Henryk Rapacewicz – dowódca Śląskiego Okręgu Wojskowego
- gen. dyw. Józef Użycki – dowódca Pomorskiego Okręgu Wojskowego
- gen. dyw. Zygmunt Zieliński – sekretarz WRON, szef Departamentu Kadr MON
- gen. bryg. Michał Janiszewski – szef Urzędu Rady Ministrów
- gen. bryg. Jerzy Jarosz – dowódca 1. Warszawskiej Dywizji Zmechanizowanej
- płk Tadeusz Makarewicz - dowódca Zgrupowania Jednostek Zabezpieczenia Ministerstwa Obrony Narodowej
- płk Kazimierz Garbacik - szef Wojewódzkiego Sztabu Wojskowego w Łodzi
- płk w st. spocz. Roman Leś - prezes Zarządu Głównego Związku Byłych Żołnierzy Zawodowych
- ppłk Mirosław Hermaszewski (według własnej relacji wpisany na listę członków bez jego wiedzy i zgody[3])
- ppłk Jerzy Włosiński – dowódca 1 Mazowieckiej Brygady Wojsk Obrony Wewnętrznej

## Hasła i karykatury
Powiedzenia z okresu stanu wojennego ośmieszające WRON:
- Wrona Orła nie pokona!
- Wron – won za Don!
- To nic, że kraczą WRONy
- WRONa nas nie pokona!
- WRONa skona
- 13-tego grudnia, roku pamiętnego wykluła się wrona z jaja czerwonego... – tekst piosenki
- Zdziwiły się OKON-ie że PRON-cie wyrosło WRON-ie!
- „WRONA SKONA” – „Dziennik Bałtycki” z dn. 12 lutego 1982 r. – początkowe litery każdego akapitu w felietonie o tematyce muzycznej układały słowa WRONA SKONA..
- Jeśli wejdziesz między WRONy, towarzyszu – bądź czerwony
- WRONa kracze, naród płacze
- Junta juje

Przewodniczący WRON, gen. Wojciech Jaruzelski, wywodził się z rodziny herbu „Ślepowron”, a na dodatek nosił ciemne okulary. Stąd nazywano go „Ślepcem”, „Ślepowronem”, „Spawaczem” lub „Pinochetem”.